# Базардюзю
Базардюзю (на руски: Базардюзю; на азербайджански: Bazardüzü; на лезгински: Кичlенсув) е връх в източната част на веригата Голям Кавказ, разположен на границата между Русия и Азербайджан.
С надморска височина 4466 m той е най-високият връх в Азербайджан. В близост до върха е разположена и най-южната точка от територията на Русия.